# Фрисколи (Терамо)
Фрисколи (итал. Friscoli) је насеље у Италији у округу Терамо, региону Абруцо.
Према процени из 2011. у насељу је живело 35 становника. Насеље се налази на надморској висини од 167 м.